# Ptisane
Ptisane (griechisch; lateinisch ptisana) oder „Gerstenwasser“ bezeichnet eine Grütze aus gekochten Gerstengraupen oder deren Absud, die in der Antike wegen ihrer schleimigen Beschaffenheit und guten Verdaulichkeit als Nähr- und Heilmittel therapeutisch eingesetzt wurde.

## Corpus Hippocraticum
Im Corpus Hippocraticum wird die ptisane in mehreren Schriften behandelt, besonders häufig in Über die Diät bei akuten Erkrankungen (Acut.) und Über die Krankheiten II (Morb. II). Hippokrates von Kos beschreibt die ptisane: beste Gerste, gestampft (gr. = πτίσσω) gut zu einem Brei gekocht. Indem man diesen durch ein Tuch treibt, kann auch ein Saft hergestellt werden. Beides wird als ptisane bezeichnet, aber auch als ptisane-Brei oder ptisane-Saft. Hippokrates schätzt die Gerste mehr als alle anderen Getreidearten, warnt aber dennoch unter Umständen vor der Verwendung der ptisane. Ein falscher Beginn der Diät kann sogar zum Tod führen.

## Lateinische Fachliteratur
Die Römer haben die ptisane übernommen, räumten ihr aber nicht denselben Rang ein. Aulus Cornelius Celsus erwähnt das bierähnliche Heilmittel in seinem Werk De medicina und Scribonius Largus in seinem pharmakologischen Buch Compositiones nur wenige Male. Plinius der Ältere kennt eine Schrift des Hippokrates zum Lob der ptisane oder tisane. Allerdings zieht er die alica res Romana, also die römische Entwicklung der Graupen aus Dinkel, vor.
Der spätere römische Medizinschriftsteller Caelius Aurelianus erwähnt die ptisane etwa 50 mal, allerdings auch abwertend als zu schwer verdaulich. Ptisane scheint jetzt ausschließlich den Saft zu bezeichnen. Bei der Behandlung der Rippenfellentzündung schreibt er:
Ptisanam igitur, quando medicamen biberit, statim superbibere.

„Den Gerstenschleim soll er also, wenn er seine Medizin getrunken hat, gleich nachtrinken.“

## Galenos von Pergamon
Galenos setzt sich in seinen Schriften mit dem Corpus Hippocraticum auseinander. In Das Buch des Hippokrates über die Diät bei akuten Erkrankungen und der Kommentar des Galenos I (Hipp. de acut. morb.) zitiert und beurteilt er die Schrift Acut. des Hippokrates. Dabei beschäftigt er sich auch mit der ptisane. Er empfiehlt sie aber nicht bedingungslos, sondern legt dar, dass in unterschiedlichen Fällen der Saft oder der Brei gegeben wird, manchmal auch ganz auf dieses Mittel zu verzichten ist.